# Domingos Amaral
Domingos Sarmento de Matos de Freitas do Amaral (Lisboa, 12 de Outubro de 1967) é um jornalista e escritor português.

## Biografia
Filho do político Diogo Freitas do Amaral e de sua mulher, a também escritora Maria Roma, de seu nome Maria José Salgado Sarmento de Matos. Depois de se ter formado em Economia, pela Universidade Católica Portuguesa, e de ter feito um mestrado em Relações Internacionais na Universidade de Columbia, em Nova Iorque, Estados Unidos, decidiu seguir uma carreira como jornalista.
Trabalhou no extinto jornal O Independente durante 11 anos, além de ter colaborado com várias outras publicações, como o Diário de Notícias, Grande Reportagem, City, Invista e Fortuna. Colaborou também com a Rádio Comercial e com a estação televisiva SIC. Foi durante sete anos director da Maxmen e durante quatro anos director da revista GQ. Colaborou também com o Diário Económico, com a revista Grazia, e com os jornais Correio da Manhã e Record.
Tem no presente um blog, O Diário de Domingos Amaral, onde escrevia todos os dias até Agosto de 2016. É também professor na Universidade Católica, no curso de Economia e Gestão, onde lecciona a cadeira de Economia do Desporto.
Foi casado com Diana Pereira dos Reis Gentil Quina (1970), filha de Francisco Ludgero Gentil Quina e de sua segunda mulher Sara Maria Gandara Pereira dos Reis, de quem tem dois filhos, uma rapariga, Carolina, e um rapaz, Duarte.
Vive actualmente com Sofia Jardim, de quem tem duas filhas, Leonor e Luz.

## Obras publicadas

### Ficção
- Amor à primeira vista[4] - Casa das Letras, 1998; 1º livro do escritor. Um programa de televisão data do fim dos 80 e a sua apresentadora, a noite em Lisboa, amores e desamores.
- O fanático do sushi - Casa das Letras, 2000; Um policial editado em livro depois de ter saído no semanário "Independente".
- Os Cavaleiros de São João Baptista[4] - Casa das Letras, 2004; Cavaleiros e templários, advogados tubarões, filhas de advogados tubarões, estagiários apaixonados pela filha do patrono, fogo posto, sexo, organizações mais ou menos secretas, a cabeça de São João Baptista.
- Enquanto Salazar dormia…[4] - Casa das Letras, 2006; Escrita fluída, lição bem estudada, amores, camas e romance datado.
- Já Ninguém morre de amor[4] - Casa das Letras, 2008; Há uma história, uma hierarquia de histórias, a sina da família de Salvador, as mulheres dele e dos seus antepassados.
- Quando Lisboa Tremeu, Casa das Letras, 2010[5]
- Verão Quente, Casa das Letras, 2012[6]
- O Retrato da Mãe de Hitler, 2013[7]
- Um Casamento de Sonho, 2014[8]
- Por amor a uma mulher : romance, 2014
- Assim nasceu Portugal, 2015
- A vitória do Imperador, 2016
- Os conquistadores de Lisboa, 2017
- A bicicleta que fugiu dos alemães, 2019[9]
- Napoleão Vem Aí, 2021[10][11]
- As sete marias que matavam franceses, 2022[12][11]

### Argumento para série de televisão
A Direcção de Programas da RTP, em 2006, confirmou as negociações em curso com a produtora NBP, com vista à adaptação ao formato de série de televisão do livro Enquanto Salazar dormia…. Segundo o autor, a ideia de fazer uma série a partir do livro acompanhou a própria escrita da obra, ainda que o guião não siga à risca a narrativa do livro. O livro será o ponto de partida mas a série deverá ser mais vasta, tendo Domingos Amaral acrescentado novos personagens a pensar no formato televisivo.
O livro descreve a Lisboa de 1941, um oásis de tranquilidade numa Europa fustigada pelos horrores da Segunda Guerra Mundial. Portugal recebia refugiados vindos de várias partes da Europa e Lisboa enche-se de milhares de estrangeiros, milionários e actrizes, judeus e espiões. Portugal, e Lisboa em particular, era o palco onde coexistiam os dois lados da guerra, envolta ainda assim no manto da aparente neutralidade e do secretismo que Salazar permitia, mas vigiava à distância. Domingos Amaral centrou a história num espião luso-britânico, Jack Gil Mascarenhas, que tem por missão desmantelar as redes de espionagem nazis que actuam por todo o país, do Estoril ao Cabo de São Vicente, de Alfama à Ericeira. O livro descreve as memórias desse homem no seu regresso a Portugal mais de 50 anos depois, ao recordar os tempos em que viveu numa Lisboa cheia de luz e sombras. Recorda as mulheres que amou e o sumptuoso ambiente que se vivia nos locais onde embaixadores e reis exilados cruzavam-se com espiões mais ou menos disfarçados, tais como os agentes da famigerada polícia de Salazar, a PVDE, ou mesmo os taxistas de Lisboa, inesgotável fonte de informação. Estão já previstas na ficção televisiva as cenas como as festas no Hotel Avis, actual Sheraton, em Lisboa, que decorriam em simultâneo e em espaços próximos, apesar de um dos encontros juntar simpatizantes alemães e o outro, convidados da embaixada britânica. A narrativa pretende assim mostrar uma Lisboa fascinante e pouco conhecida.